# Neobythites
Neobythites (Synonym: Watasea Jordan & Snyder, 1901) ist eine Gattung von Meeresfischen aus der Familie der Bartmännchen (Ophidiidae). Sie kommt mit Ausnahme des östlichen Atlantiks in allen tropischen und subtropischen Ozeanen vor und lebt dort in Tiefen von 100 bis 1830 Metern.

## Merkmale
Neobythites-Arten sind langgestreckte, seitlich abgeflachte Fische, die sich von vorn nach hinten immer mehr verjüngen und eine Länge von 11 bis 40 cm erreichen. Rücken-, Schwanz- und Afterflosse sind zu einem durchgehenden Flossensaum zusammengewachsenen. Die Augen sind groß. Ihr Durchmesser entspricht der Schnauzenlänge oder sie sind größer oder ein wenig kleiner. Die Schnauze ist in der Regel abgerundet, selten zugespitzt. Das Maul ist end- oder unterständig, die Zähne stehen dicht zusammen und sind klein und körnig, bei einigen Arten aber nadelartig. Auf dem Kiemendeckel befindet sich ein kräftiger, gerader Stachel, am Hinterrand des Präoperkulums können ein bis zwei Stacheln vorhanden sein, selten drei oder das Präoperkulum ist stachellos. Die Anzahl der gut entwickelten Kiemenrechen auf dem ersten Kiemenbogen liegt bei 6 bis 34, die Anzahl der Pseudobranchienfilamente beträgt 1 bis 8. Die Brustflossen werden von 22 bis 34 Flossenstrahlen gestützt. Die Bauchflossen sind zu 2 Flossenstrahlen reduziert. Neobythites-Arten haben 11 bis 14 Rumpfwirbel. Die Färbung ist variabel. Einige Arten sind einfarbig, andere zeigen ein Muster von senkrechten oder waagerechten Streifen auf Rumpf und Flossen oder ein oder mehrere Augenflecken auf der Rückenflosse und bzw. oder auf der Afterflosse.

## Lebensraum
Neobythites-Arten leben auf dem unteren Kontinentalschelf und auf den Kontinentalhängen in Tiefen von 100 bis 1830 Metern.

## Arten
Es gibt über 50 Arten:
- Neobythites alcocki Nielsen, 2002.
- Neobythites analis Barnard, 1927.
- Neobythites andamanensis Nielsen, 2002.
- Neobythites australiensis Nielsen, 2002.
- Neobythites bimaculatus Nielsen, 1997.
- Neobythites bimarginatus Fourmanoir & Rivaton, 1979.
- Neobythites braziliensis Nielsen, 1999.
- Neobythites crosnieri Nielsen, 1995.
- Neobythites elongatus (Smith & Radcliffe, 1913).
- Neobythites fasciatus Smith & Radcliffe, 1913.
- Neobythites fijiensis Nielsen, 2002.
- Neobythites franzi Nielsen, 2002.
- Neobythites gilli (Goode & Bean, 1896).
- Neobythites gloriae Uiblein & Nielsen, 2018
- Neobythites javaensis Nielsen, 2002.
- Neobythites kenyaensis Nielsen, 1995.
- Neobythites lombokensis Uiblein & Nielsen, 2018
- Neobythites longipes (Norman, 1939).
- Neobythites longispinis Nielsen, 2002.
- Neobythites longiventralis Nielsen, 1997.
- Neobythites macrocelli Nielsen, 2002.
- Neobythites macrops Günther, 1887.
- Neobythites malayanus Weber, 1913.
- Neobythites malhaensis Nielsen, 1995.
- Neobythites marginatus (DeKay, 1842).Neobythites macropsNeobythites marginatus

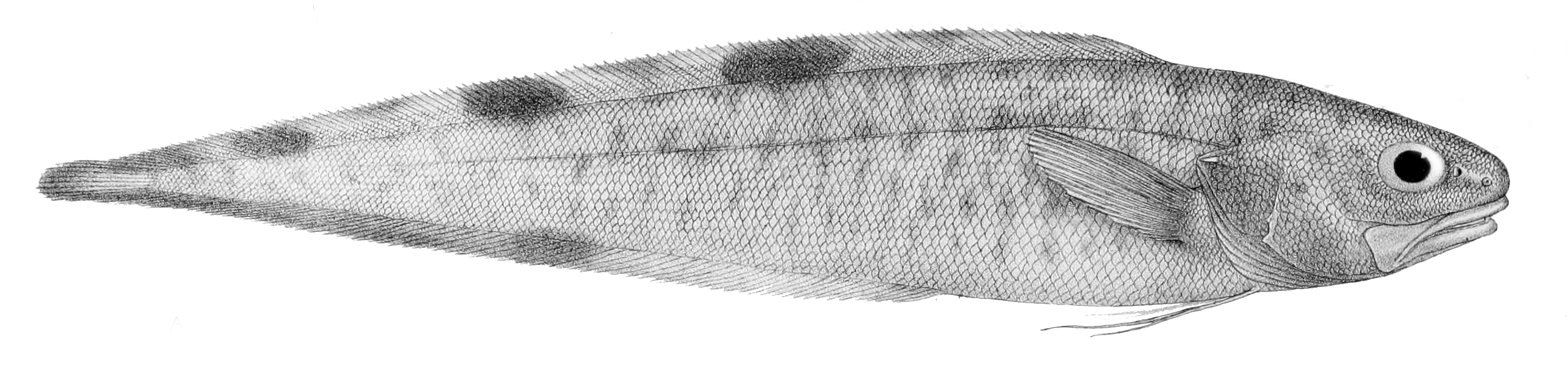
Neobythites macrops

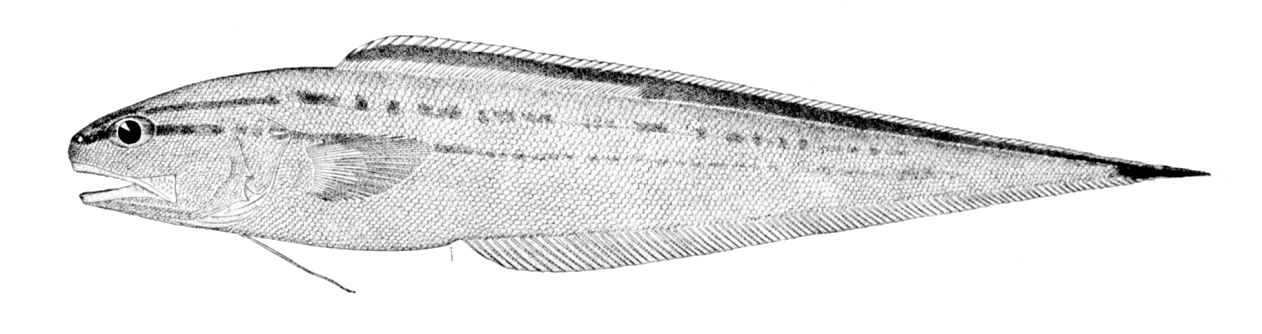
Neobythites marginatus

- Neobythites marianaensis Nielsen, 2002.
- Neobythites marquesaensis Nielsen, 2002.
- Neobythites meteori Nielsen, 1995.
- Neobythites monocellatus Nielsen, 1999.
- Neobythites multidigitatus Nielsen, 1999.
- Neobythites multistriatus Nielsen & Quéro, 1991.
- Neobythites musorstomi Nielsen, 2002.
- Neobythites natalensis Nielsen, 1995.
- Neobythites neocaledoniensis Nielsen, 1997.
- Neobythites nigriventris Nielsen, 2002.
- Neobythites ocellatus (Garman, 1899)Neobythites ocellatus

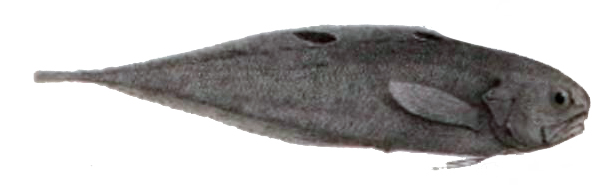
Neobythites ocellatus

- Neobythites pallidus (Hureau & Nielsen, 1981).
- Neobythites purus Smith & Radcliffe, 1913.
- Neobythites sereti Nielsen, 2002.
- Neobythites sinensis Nielsen, 2002.
- Neobythites sivicola (Jordan & Snyder, 1901).
- Neobythites soelae Nielsen, 2002.
- Neobythites somaliaensis Nielsen, 1995.
- Neobythites steatiticus Alcock, 1894.Neobythites steatiticus

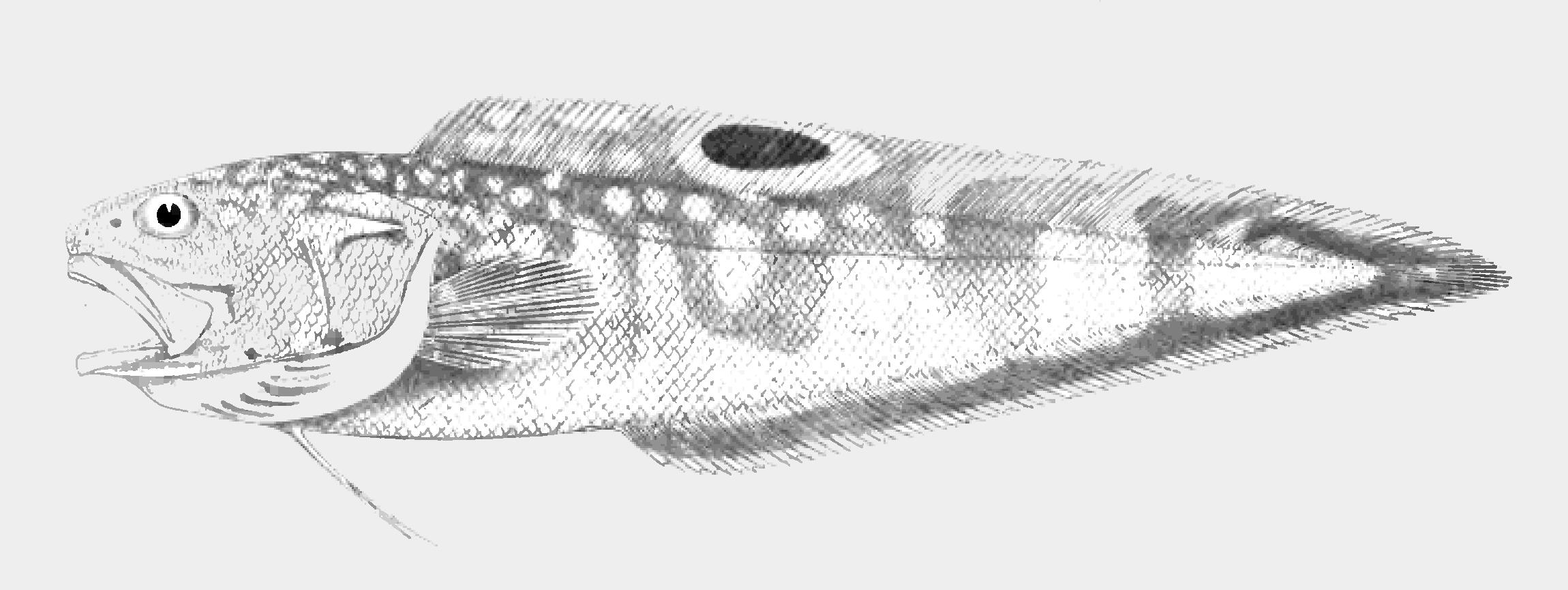
Neobythites steatiticus

- Neobythites stefanovi Nielsen & Uiblein, 1993.
- Neobythites stelliferoides Gilbert, 1890.
- Neobythites stigmosus Machida, 1984.
- Neobythites trifilis Kotthaus, 1979.
- Neobythites unicolor Nielsen & Retzer, 1994.
- Neobythites unimaculatus Smith & Radcliffe, 1913.
- Neobythites vityazi Nielsen, 1995.
- Neobythites zonatus Nielsen, 1997.